# Macrosiphoniella sanborni
Rệp muôi nâu đen (Danh pháp khoa học: Macrosiphoniella sanborni) là một loài côn trùng trong họ Aphididae, chúng là loài gây hại trong nông nghiệp và Ký chủ trên hoa cúc, khoai sọ, khoai nước, đơn buốt. Rệp muội nâu đen có mặt ở hầu hết các nước có khí hậu nhiệt đới và cận nhiệt đới, châu Á, châu Úc và một số nước thuộc châu Mỹ và Việt Nam. 

## Đặc điểm
Rệp trưởng thành có 2 dạng hình, dạng không cánh và dạng có cánh. Trưởng thành không cánh cơ thể dài 1,44mm, rộng 0,69mm, trán lõm, đầu và ngực nhỏ hơn rất nhiều so với phần bụng. Ống bụng ngắn hơn phiến đuôi. Đốt cuối roi râu dài hơn rất nhiều so với phần gốc râu. Đốt chân râu phình to, ngắn. Trưởng thành có cánh cơ thể dài 1,51mm, rộng 0,81mm.

## Gây hại
Cả rệp non và rệp trưởng thành cùng chích hút dịch cây trên búp non, chồi non, lá và hoa. Khi mật độ cao, rệp chích hút gây hiện tượng búp, lá biến dạng, lá trở nên quăn queo, cây phát triển còi cọc, t hui chột, các lá úa vàng, cây có thể bị chết. Nếu mật độ rệp thấp hơn, nụ hoa có thể bị rụng, hoa bị giảm phẩm chất, xấu mẫu mã, dẫn đến hiệu quả kinh tế thấp